# Ataques israelíes contra el sector sanitario en la guerra de Gaza
En el trascurso de la actual guerra de Gaza, más de 1151 trabajadores sanitarios han muerto debido a ataques israelíes contra instalaciones y transportes médicos. Aparte de cinco sanitarios israelíes que murieron durante el ataque del 7 de octubre de 2023, la totalidad de estos ataques fueron llevados a cabo por las Fuerzas de Defensa de Israel (FDI) contra palestinos.
La Organización Mundial de la Salud (OMS) confirmó que desde el inicio de los combates, el 7 de octubre, se han producido cerca de 600 ataques israelíes contra hospitales y otras infraestructuras médicas en los territorios palestinos. En concreto los israelíes han llevado a cabo en la Franja de Gaza 304 ataques, que han afectado a 94 centros de atención sanitaria —incluidos 26 de 36 hospitales dañados— y 79 ambulancias; en Cisjordania se han notificado 286 ataques, que han afectado a 24 centros de salud y 212 ambulancias. Como consecuencia de estos ataques israelíes, 613 personas —606 en Gaza y siete en Cisjordania— han muerto en instalaciones sanitarias y más de 770 han resultado heridas.
El 8 de enero de 2024, el Ministerio de Salud de Gaza declaró que al menos 326 miembros del personal médico y 45 miembros de la defensa civil habían muerto y que 30 hospitales, 53 centros de salud y 150 instituciones sanitarias habían cesado sus actividades debido a los ataques israelíes y a la escasez de combustible necesario para operar los generadores de energía. Además 122 ambulancias habían resultado destruidas debido a los ataques israelíes. Además, han sido destruidas 134 sedes gubernamentales, 95 escuelas y universidades han quedado completamente fuera de servicio, 295 centros de enseñanza parcial o totalmente destruidos, mientras que más de 380 mezquitas han sido total o parcialmente destruidas, así como tres iglesias.
La Media Luna Roja Palestina contabilizaba, hasta el 7 de julio de 2025, 53 muertos entre sus trabajadores de la Franja de Gaza.
La Comisión Internacional Independiente de Investigación de Naciones Unidas sobre los territorios palestinos ocupados denunció que el Ejército de Israel había cometido crímenes de guerra y de lesa humanidad en sus ataques «implacables y deliberados» contra personal e instalaciones sanitarias en la Franja de Gaza.
Según datos oficiales de Naciones Unidas alrededor de 412 trabajadores humanitarios han perdido la vida en Gaza desde el inicio de la guerra.

## Ataques contra instalaciones y personal sanitario

### Palestina

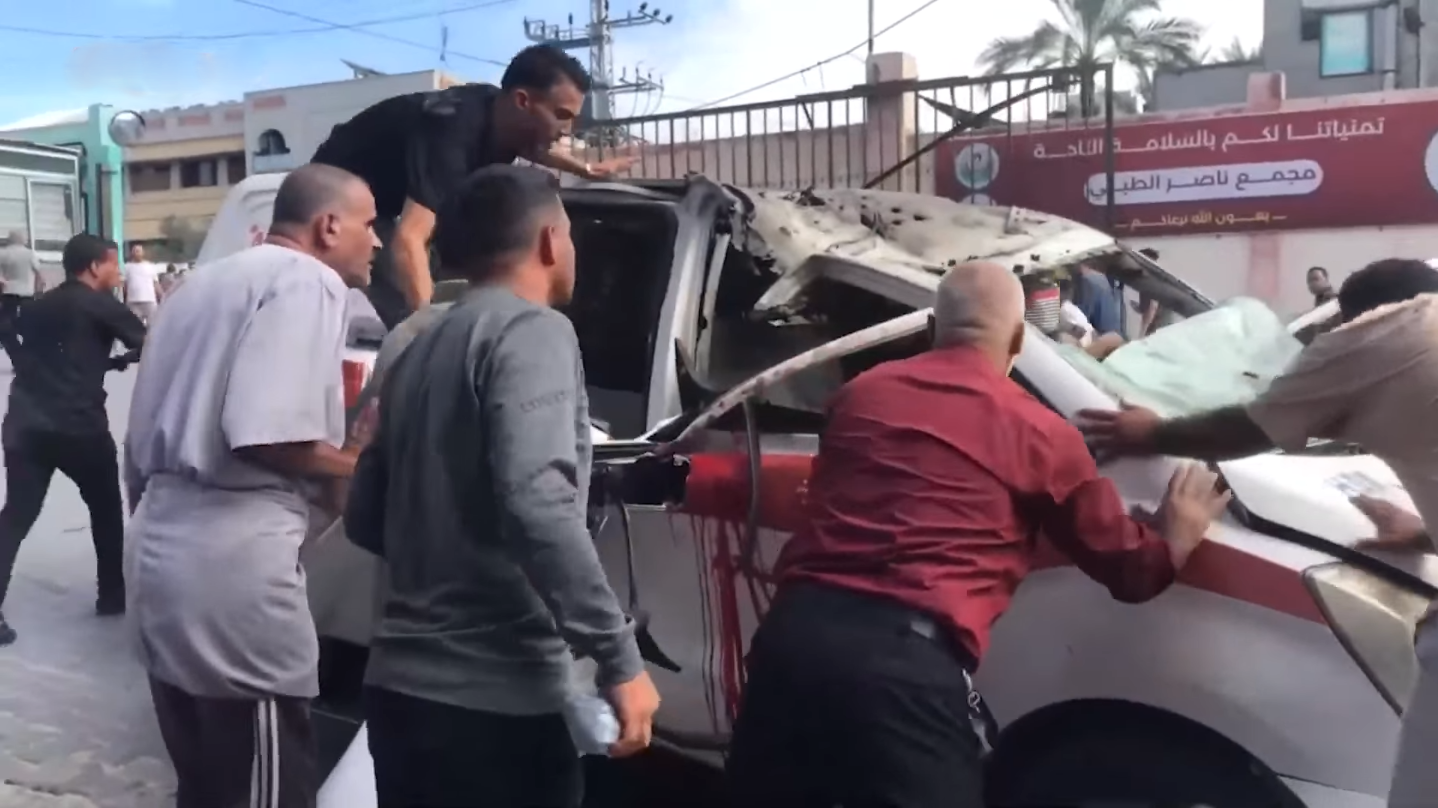
Ambulancia de la Media Luna Roja Palestina alcanzada por un misil israelí en Jan Yunis

El 5 de enero de 2024, el Ministerio de Salud de Gaza declaró que al menos 326 miembros del personal médico y de la defensa civil habían muerto y que 30 hospitales y 150 centros de salud y otras instituciones sanitarias habían cesado sus actividades debido a los ataques israelíes y a la escasez de combustible necesario para operar los generadores de energía. Además 104 ambulancias habían resultado destruidas debido a los ataques israelíes. Además, han sido destruidas 126 sedes gubernamentales, 90 escuelas y universidades han quedado completamente fuera de servicio, 370 centros de enseñanza parcialmente dañados; mientras que más de 300 mezquitas han sido total o parcialmente destruidas, así como tres iglesias.
El Hospital Bautista Al-Ahli Arabi es un hospital de 80 camas situado en la ciudad de Gaza. El sábado 14 de octubre, según una declaración del arzobispo de Canterbury, Justin Welby, un cohete israelí dañó los dos pisos superiores del centro de tratamiento del cáncer del hospital, donde se encontraban las salas de ultrasonido y mamografía, e hirió a cuatro miembros del personal. Otra explosión se produjo en un estacionamiento en el patio a las 6:59 p. m. hora local, lo que provocó un número estimado de muertos de alrededor de 471.
El Ministerio de Salud de Palestina anunció que el hospital infantil de Al-Durrah, en el este de Gaza, fue evacuado el viernes 13 de octubre después de que dijera que había sido blanco de ataques con municiones de fósforo blanco. Israel negó haber utilizado tales municiones en Gaza después de que Human Rights Watch (HRW) acusara a las fuerzas israelíes de utilizarlos durante operaciones militares en Gaza y el Líbano.
Según informó la Media Luna Roja Palestina, el ejército israelí ordenó a los encargados del hospital Al Quds, ubicado en la ciudad de Gaza, que evacuasen el hospital donde se encontraban al menos 12 000 civiles desplazados (el 70 % son niños y mujeres) y 400 pacientes, o en caso contrario «sufrir las consecuencias». La organización emitió un comunicado en la red social X: «Llamamos a la comunidad internacional a actuar con urgencia, evitando otra catástrofe como la del hospital Al Ahli» y «¿Existe una potencia mundial capaz de detener las amenazas del ejército de ocupación israelí sobre bombardeos en hospitales con civiles inocentes en su interior?».

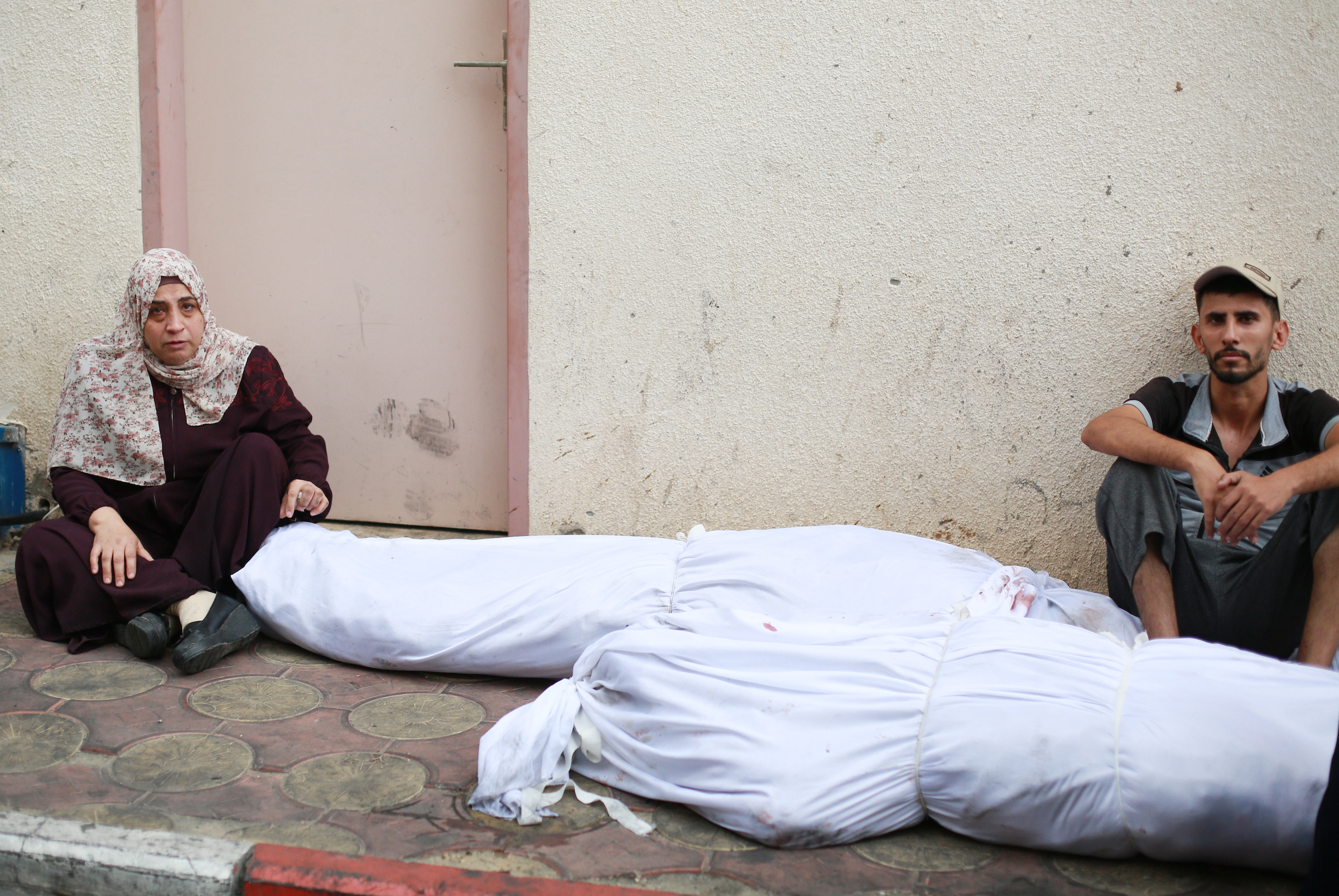
Palestinos junto a varios cadáveres en el hospital indonesio en Jabalia, al norte de la Franja de Gaza, el 9 de octubre de 2023

La OMS condenó enérgicamente las repetidas órdenes de Israel de evacuar el hospital al-Awda en el norte de Gaza, calificándola de sentencia de muerte para los enfermos y heridos. Más de 2000 pacientes se vieron obligados a trasladarse al sur de Gaza, lo que podría provocar que la crisis humanitaria en Gaza empeorara. El 5 de noviembre, la OMS denunció los «intensos bombardeos» que el ejército israelí estaba llevando a cabo contra la zona del Hospital Al Quds, que habían provocado heridas a catorce personas que se habían refugiado en sus instalaciones. «La OMS está extremadamente preocupada por la seguridad de los pacientes, el personal sanitario y las miles de personas que se han refugiado en el hospital. Repetimos: la atención sanitaria #NoEsUnObjetivo». El 13 de diciembre, la revista Jacobin informó que 240 personas estaban atrapadas en Al Awda, rodeadas por francotiradores israelíes, sin agua potable y sobreviviendo con una comida diaria de pan o arroz. Un empleado del hospital informó que francotiradores israelíes habían disparado contra una civil embarazada en el hospital, y un gerente de monitoreo del hospital afirmó que un francotirador israelí había matado a una enfermera en el cuarto piso del hospital a través de la ventana.
El 6 de noviembre, ocho personas murieron y decenas más resultaron heridas en una serie de ataques realizados con misiles israelíes contra el complejo médico Nasser en la ciudad de Gaza, que alcanzaron el hospital infantil Al-Nasser.

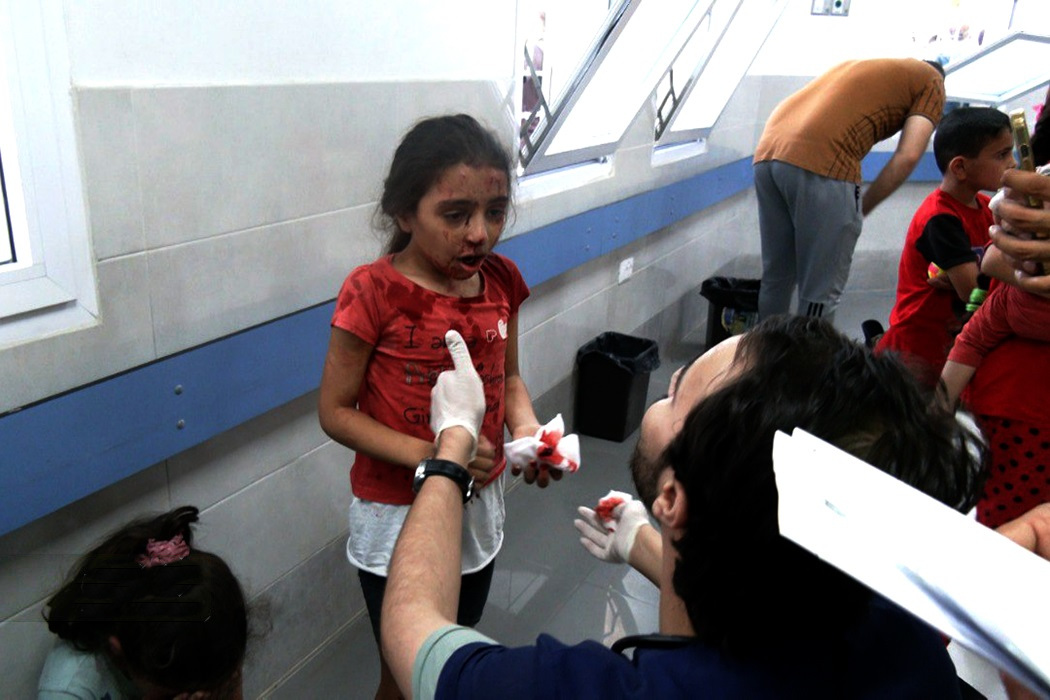
Una niña palestina herida siendo atendida en un hospital gazatí tras ser alcanzada en un bombardeo

El 11 de noviembre, la ONU confirmó que los cuatro grandes hospitales situados al norte de la Franja de Gaza habían quedado completamente rodeados por el ejército israelí, mientras que las organizaciones humanitarias afirmaron estar «horrorizadas» por los bombardeos y otros ataques incesantes contra estas instalaciones. Según denunció el Consejo Noruego para los Refugiados, «pacientes, que incluyen bebés, y civiles que buscan alivio están bajo ataque y no tienen a donde ir. Es una afrenta hacer la guerra alrededor y contra los hospitales». Por su parte, el Comité Internacional de la Cruz Roja (CICR) denunció que «la destrucción que están sufriendo los hospitales en Gaza es insoportable y debe parar, ni siquiera el hospital de niños se ha salvado de la violencia».
El 12 de noviembre, el director del Programa de la ONU para el Desarrollo (PNUD), Achim Steiner, informó de que Israel había bombardeado una oficina de la agencia en la que se refugiaban heridos y civiles. El ataque dejó una «cifra significativa de muertos y heridos» y destruyó parte de las instalaciones. A su vez, el Hospital Al-Shifa, el más grande de la Franja de Gaza, seguía rodeado por el ejército israelí desde el sábado 11, y la falta de electricidad provocó la muerte de dos bebés y un enfermo de la unidad de cuidados intensivos. Según fuentes del hospital, aún quedaban en el hospital treinta y siete neonatos que necesitan incubadoras y que «sin electricidad no pueden sobrevivir».
El 14 de noviembre, la Oficina para la Coordinación de Asuntos Humanitarios (OCHA) de la ONU afirmó que al norte de la Franja únicamente quedaba operativo el Hospital Al Ahli, situado en la ciudad de Gaza, y en el que quedaban más de 500 pacientes. El resto de hospitales se habían visto obligados a suspender sus actividades por falta de combustible, electricidad, medicinas, comida, agua u oxígeno. En las instalaciones del Hospital Al Shifa, el más grande de la zona, aún se encontraban al menos 600 pacientes, entre 200 y 500 trabajadores y 1500 desplazados. Fuentes del centro denunciaron el bloqueo del ejército israelí y la muerte, en los últimos días, de más de treinta pacientes, entre ellos tres bebés prematuros. El personal del centro se vio obligado a excavar una fosa común para enterrar los más de 170 cuerpos que se encontraban en sus instalaciones ante la imposibilidad de sacar los cuerpos del interior del complejo.

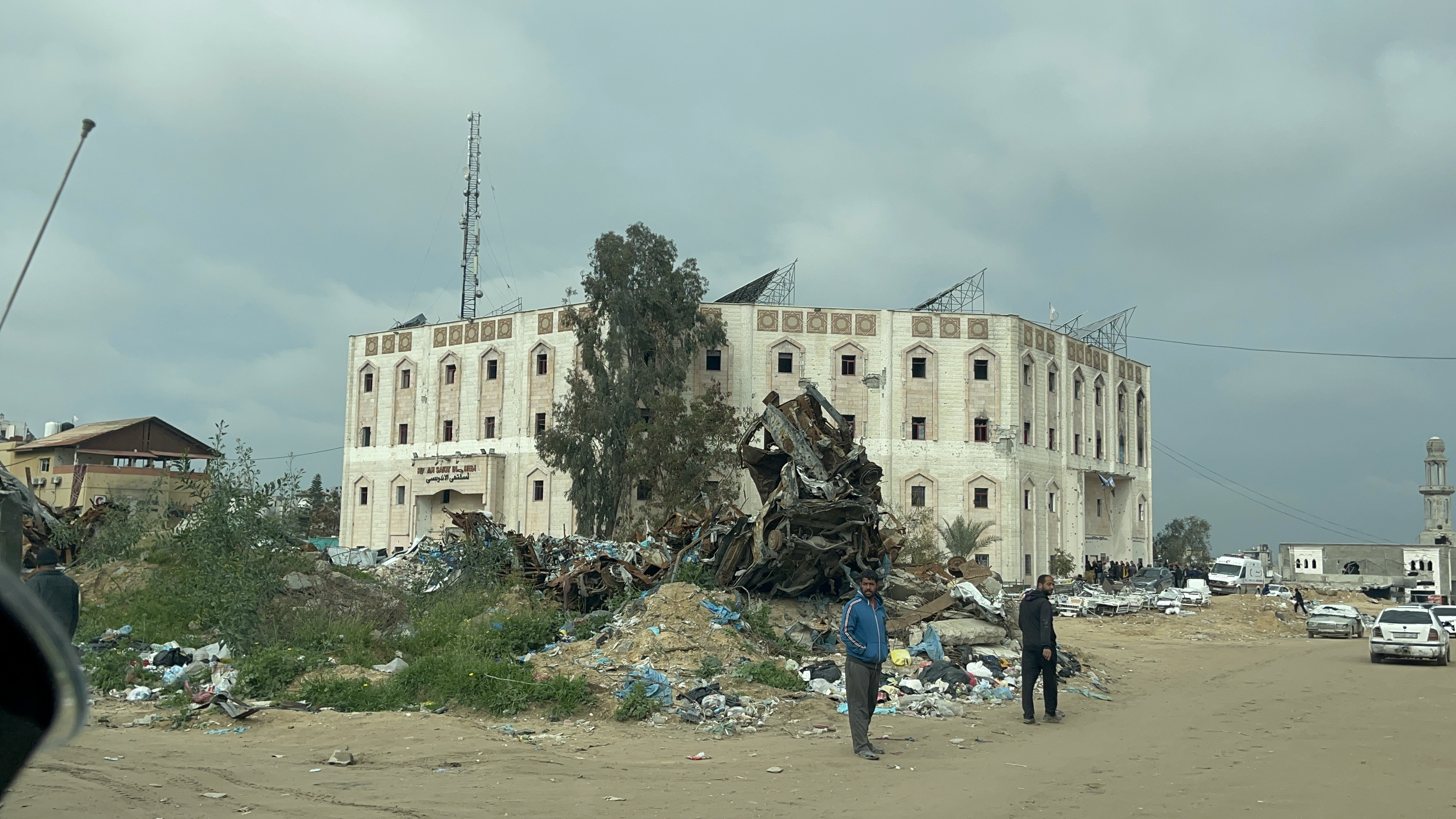
El Hospital Indonesio en 2025 gravemente dañado por los ataques israelíes

El 20 de noviembre, la artillería y los tanques israelíes atacaron el Hospital Indonesio situado al norte de Gaza, matando a doce personas. Según Ashraf al-Qudra, portavoz del Ministerio de Salud de Gaza, «la situación es catastrófica» en el hospital, donde setecientas personas, entre personal médico y heridos, siguen atrapadas. El personal del hospital negó que hubiera militantes armados en las instalaciones. El jefe de la Organización Mundial de la Salud, Tedros Adhanom Ghebreyesus, respondió en X (Twitter) diciendo que estaba «consternado» por las fuerzas israelíes y sus acciones contra el Hospital Indonesio al mantener a los heridos y al personal médico dentro del edificio mientras lo asediaban.
El 5 de diciembre, la Organización Mundial de la Salud (OMS) confirmó que desde el inicio de los combates, el 7 de octubre, se han producido cerca de 600 ataques israelíes contra hospitales y otras infraestructuras médicas en los territorios palestinos. En concreto se han producido en la Franja de Gaza 304 ataques, que han afectado a 94 centros de atención sanitaria —incluidos 26 de 36 hospitales dañados— y 79 ambulancias y en Cisjordania, se han notificado 286 ataques, que han afectado unos 24 centros de salud y 212 ambulancias. Como consecuencia de estos ataques, 613 personas —606 en Gaza y siete en Cisjordania— han muerto en instalaciones sanitarias y más de 770 han resultado heridas.

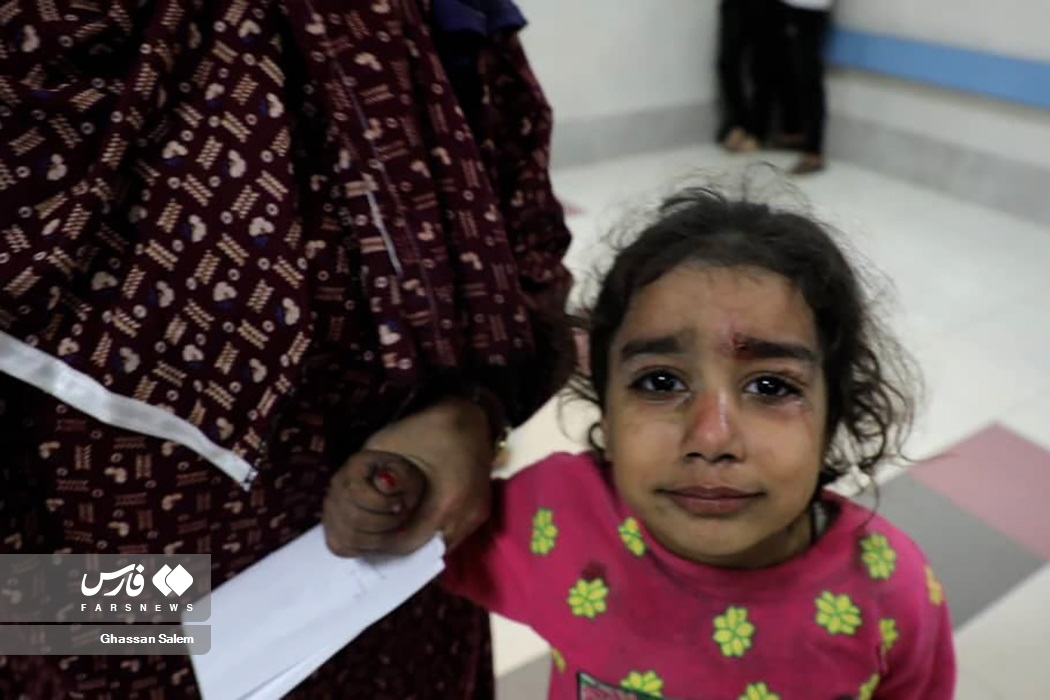
Una niña palestina herida en un ataque de las Fuerzas de Defensa de Israel

Para finales de diciembre de 2023, la cantidad de trabajadores de la salud que perdieron la vida en Gaza había superado el número total de muertes de trabajadores de la salud documentadas en todos los demás conflictos en todo el mundo el año pasado, así como en cualquier año individual desde 2016. Además, numerosos trabajadores de la salud han sido secuestrados, como el (Dr.) Muhammad Abu Salmiya, director del hospital al-Shifa, el más grande de Gaza, cuyo paradero aún se desconoce.
El 18 de enero, Israel arrojó una bomba guiada por láser GBU32 (MK83) de 1000 libras desde un F16 contra la casa de un médico de Ayuda Médica para los Palestinos y su familia. El 11 de enero de 2024, la Media Luna Roja Palestina denunció que un misil lanzado por un dron israelí destruyó una de sus ambulancias y mató a cuatro médicos y dos pacientes que se encontraban en ella.

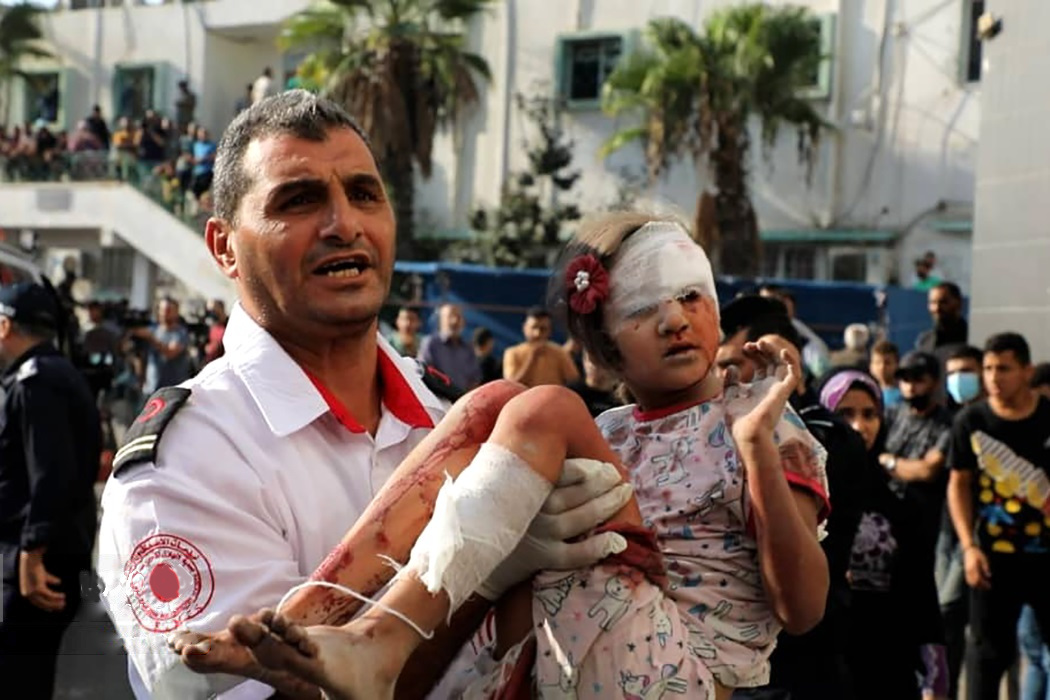
Un médico transporta a un niño palestino herido en Gaza

El 30 de enero, tanques israelíes se apostaron en el patio delantero del hospital Al-Amal de Jan Yunis y comenzaron a disparar al personal sanitario y a los desplazados allí refugiados.  Una mujer murió y nueve más resultaron heridas de metralla por el ataque de un tanque israelí cerca de dicho hospital. Docenas de mujeres y niños que se alojaban en un refugio de la ONU en Gaza tuvieron que abandonarlo tras el asalto de las tropas israelíes y se refugiaron en el cercano hospital al-Ahli.
El 31 de enero, Médicos Sin Fronteras declaró que Israel había llevado a cabo «ataques sistemáticos contra instalaciones de salud» que, según dijeron, no tenían precedentes para su organización. El 8 de febrero, la Media Luna Roja Palestina acusó a las FDI de matar deliberadamente a uno de sus paramédicos. El Ministerio de Salud de Gaza declaró el 9 de febrero de 2024 que 340 trabajadores sanitarios habían sido asesinados desde el 7 de octubre.
El Ministerio de Salud de Gaza declaró el 9 de febrero de 2024 que 340 trabajadores sanitarios habían sido asesinados desde el 7 de octubre. Meinie Nicolai, directora de Médicos Sin Fronteras, afirmó que Israel había matado a dos trabajadores de ayuda humanitaria y que ni Estados Unidos ni Israel habían dado ningún tipo de explicación. Reem Abu Lebdeh, miembro del consejo directivo de Médicos Sin Fronteras en el Reino Unido, murió en un ataque aéreo israelí en Jan Yunis.
El 26 de marzo de 2024, la Media Luna Roja Palestina declaró que quince de sus miembros habían muerto por ataques israelíes desde el 7 de octubre.

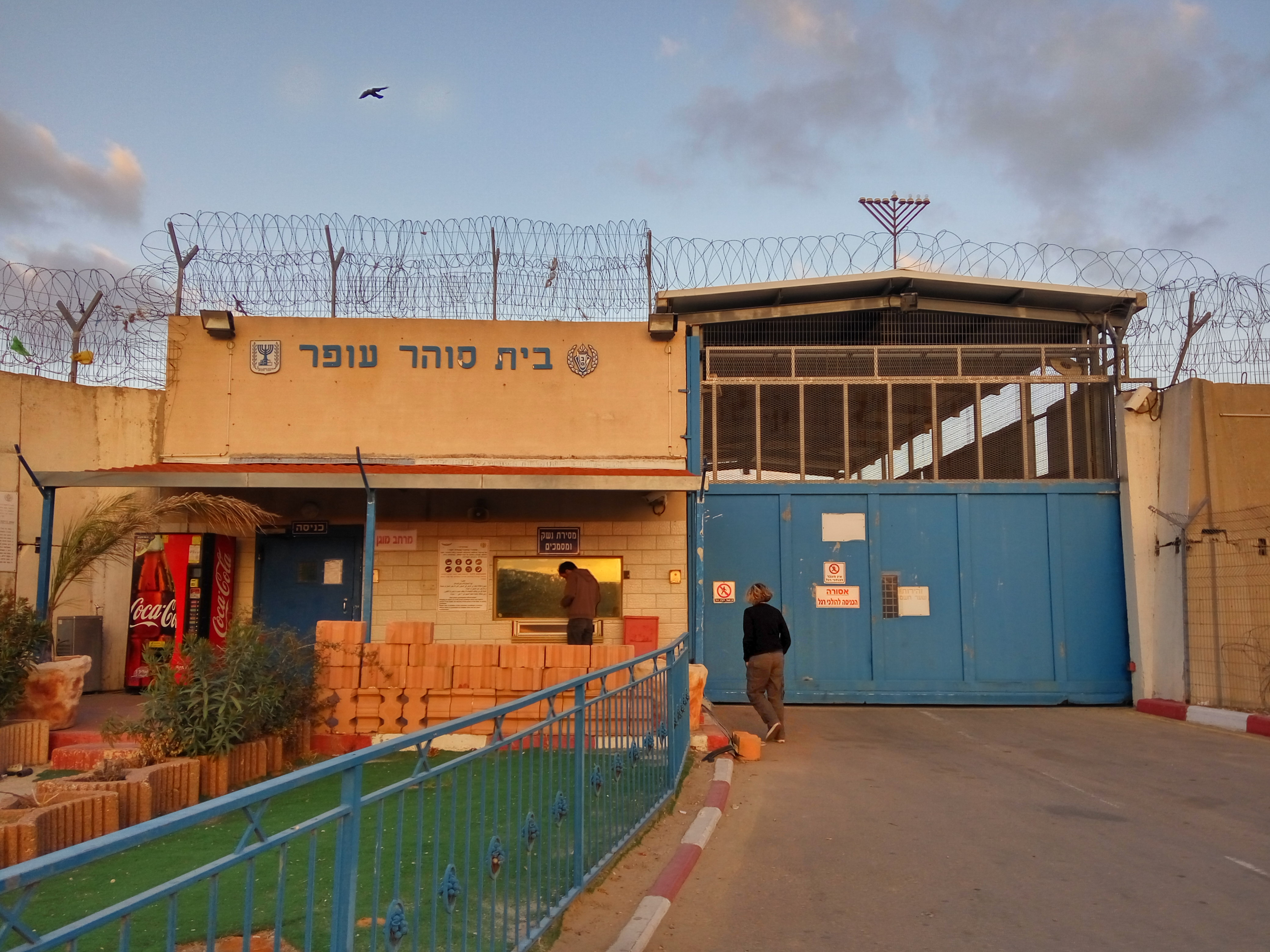
Entrada a la prisión de Ofer donde murió el doctor Adnan Al-Bursh

El 3 de mayo, se anunció la muerte en un centro de detención israelí del cirujano Adnan Al-Bursh, jefe de ortopedia del Hospital Al-Shifa; al-Bursh había sido detenido por las tropas israelíes mientras trabajaba en el hospital Al-Awda, en el norte de la Franja. Las autoridades palestinas y los grupos de defensa de los prisioneros palestinos atribuyeron su muerte a torturas o malos tratos que sufrió mientras se encontraba bajo custodia de Israel, su muerte ha sido destacada como parte del «proceso sistemático de ataques contra los médicos y el sistema de atención médica en Gaza».
De acuerdo con la Media Luna Roja Palestina, hasta el 1 de junio de 2024 habían muerto en la Franja de Gaza, treinta y tres de sus trabajadores. De los cuales al menos diecinueve murieron durante el desempeño de su labor, los dos últimos hace dos días, cuando sus compañeros sacaron sus restos mortales de los escombros de un edificio residencial bombardeado por Israel en Rafah.
El 1 de julio de 2024, Israel liberó al director del Hospital Al-Shifa de Gaza, Mohammed Abu Salmiya, después de haberlo mantenido en un campo de detención durante siete meses sin cargos. Salmiya denunció «torturas casi a diario» tanto a sí mismo como a muchos de sus compañeros presos.
El 13 de julio de 2024 las Fuerzas de Defensa de Israel (FDI) llevaron a cabo un ataque aéreo contra un campamento de refugiados en Al-Mawasi, en la Franja de Gaza (Palestina), un área designada por las propias autoridades israelíes como «segura» para la población. El Ministerio de Salud de Gaza informó que 90 palestinos murieron, mientras que otros 300 resultaron heridos. Mohammed al-Mughair, miembro de los servicios de emergencia palestinos, denunció que Israel apuntó incluso contra aquellos que iban a socorrer a las víctimas, según declaraciones al canal catarí Al Jazeera. «Mientras nos trasladábamos al lugar del incidente, fuimos atacados. Dos vehículos fueron atacados directamente y esto ha provocado la muerte de dos de nuestros colegas. Otras seis personas resultaron heridas, tres de ellas de gravedad.
Según la Organización Mundial de la Salud, a comienzos de julio de 2024 se habían confirmado 475 ataques contra instalaciones médicas y contra ambulancias, personal médico y transportistas de equipamiento médico. Estos ataques habían matado a 746 personas y habían herido a otras 967.
El 23 de marzo de 2025, Israel bombardeó el edificio de cirugía del Hospital Nasser, en Jan Yunis, en el sur de la Franja de Gaza, matando al menos a cinco personas y causando heridas de diversa consideración en varias personas más, incluido personal médico, algunos de ellos por quemaduras debido al incendio causado por el ataque. Según Israel el ataque estaba dirigido contra un alto cargo de Hamás que en ese momento estaba siendo atendido en el hospital debido a las heridas «críticas» que sufrió en un bombardeo en Rafah.
Al menos veintidós personas murieron, incluidos dieciséis niños, mujeres y ancianos; así como muchos otros resultaron heridos, varios de ellos en estado grave, en un bombardeo del Ejército de Israel contra una clínica gestionada por la UNRWA en el campamento de refugiados de Jabalia, en el norte de la Franja. Según Israel el objetivo del ataque eran «terroristas escondidos en un complejo de mando y control de Hamás». Por su parte Hamás calificó la afirmación israelí de «descaradas invenciones destinadas a justificar su atroz crimen». El comisionado general de la UNRWA, Philippe Lazzarini, condenó el ataque en un comunicado en el que dijo que «Los informes iniciales indican que la instalación albergaba a más de 700 personas cuando fue atacada. Entre los muertos hay, según se informa, nueve niños, incluido un bebé de dos semanas».

#### Ataques israelíes contra ambulancias

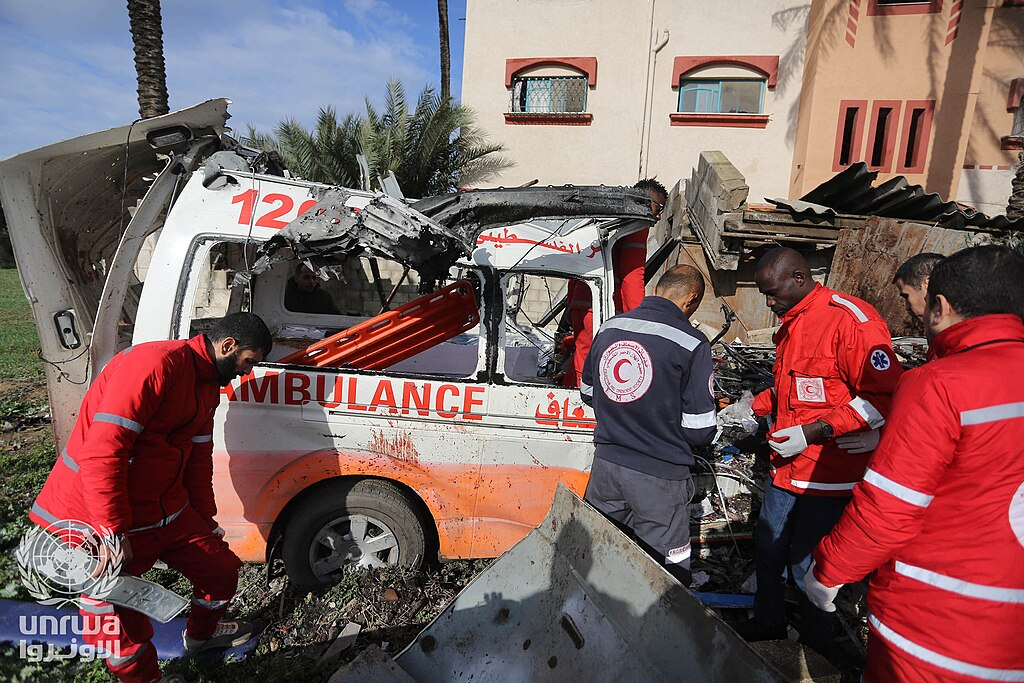
Personal de la Media Luna Roja Palestina inspecciona una ambulancia destruida en Deir el-Balah, Franja de Gaza

El 3 de noviembre, el Ministerio de Salud de Gaza denunció que varias personas murieron y decenas más resultaron heridas en un ataque israelí contra un convoy de ambulancias cerca del hospital al-Shifa, las ambulancias transportaba pacientes gravemente heridos desde el hospital al-Shifa al cruce fronterizo de Rafah con Egipto, para recibir tratamiento cuando fueron atacadas por los israelíes. Además añadió que al menos dieciséis hospitales no funcionaban debido a los daños causados por los bombardeos y a la falta de combustible. Posteriormente las FDI reconocieron la autoría del ataque contra las ambulancias, que según dijeron «las fuerzas identificaron como utilizada por una célula terrorista de Hamás». Según el Ministerio de Salud de Gaza el ataque mató a quince personas y otras cincuenta resultaron heridas. El jefe de la OMS, Tedros Adhanom, dijo en su cuenta oficial de X que «Estoy totalmente consternado por los informes sobre ataques a ambulancias que evacuaban a pacientes», añadiendo que los pacientes, los trabajadores sanitarios y las instalaciones médicas deben estar siempre protegidos.
El 18 de noviembre de 2023, se informó que dos personas murieron mientras viajaban en un convoy de evacuación de Médicos Sin Fronteras claramente identificado en la ciudad de Gaza.
El 11 de febrero, la Media Luna Roja acusó a las FDI de atacar y matar deliberadamente a dos de sus paramédicos enviados para rescatar a Hind Rajab, calificando el hecho de crimen de guerra. En una investigación posterior llevada a cabo por Euro-Mediterranean Human Rights Monitor concluyó que la ambulancia de la Media Luna Roja, enviada para salvar a Hind, había sido destruida por las Fuerzas de Defensa de Israel con un proyectil de tanque HEAT M830A1 de fabricación estadounidense, fragmentos de dicho proyectil se encontraron en el interior del vehículo.
Miembros de la Media Luna Roja Palestina y del personal internacional de la Cruz Roja encontraron el cuerpo «en pedazos desmembrados» del líder de un equipo de rescate —una ambulancia y un vehículo de bomberos— que desapareció una semana antes en el campo de refugiados de Tel al-Sultán. Según declaró en un comunicado la Media Luna Roja las fuerzas de ocupación israelíes atacaron directamente a la tripulación durante su incursión, luego alteraron deliberadamente la zona y ocultaron los cadáveres de algunos civiles utilizando excavadoras y maquinaria pesada. Las FDI afirmaron que habían abierto fuego por error al atacar a militantes de Hamás y la Yihad Islámica Palestina.
El 30 de marzo de 2025, la Media Luna Roja Palestina recuperó quince cadáveres de trabajadores sanitarios incluidos ocho de los técnicos de la Media Luna Roja Palestina que se encontraban desaparecidos desde hacía una semana cuando respondían a una llamada de emergencia para atender a un grupo de personas heridas por ataques con artillería de Israel en la zona Hashashin, en Rafá. Un noveno trabajador sanitario sigue desaparecido y se cree que ha sido detenido. Según denunció la organización humanitaria «Algunos de estos cuerpos fueron atados, tienen disparos en el pecho y fueron enterrados en un agujero profundo para que no se pudieran encontrar pruebas». Los otros cuerpos son de seis miembros de Protección Civil y un trabajador de Naciones Unidas, cuyas identidades no han trascendido. Los cuerpos fueron recuperados de una fosa común en la que las tropas israelíes los habían enterrado junto a sus vehículos. Por su parte el Alto Comisionado de Naciones Unidas para los Derechos Humanos, Volker Türk, aseguró sentirse «consternado» por el ataque y que este hecho aumenta la preocupación por la comisión de crímenes de guerra por parte del Ejército israelí. Además solicitó que debe llevarse a cabo una «investigación independiente, pronta y exhaustiva sobre las muertes, y los responsables de cualquier violación del Derecho Internacional deben rendir cuentas».
El 23 de mayo, un bombardeo israelí en Jan Yunis mató a nueve niños, de edades comprendidas entre unos meses y los doce años, que eran hijos de una pareja de médicos palestinos. El padre y un hermano de 10 años resultaron gravemente heridos. La Dra. Al Najjar, madre de los niños asesinados por Israel, se encontraba en el momento del ataque trabajando en el Hospital Nasser, donde llevaron los cadáveres de los niños.
El 10 de julio, un médico de la Comité Internacional de la Cruz Roja (CICR) y un voluntario de la Media Luna Roja Palestina (MLRP) resultaron heridos por disparos de las tropas israelíes, cuando estas atacaron un convoy de ambulancias durante una misión humanitaria en Al Tahlia, en Jan Yunis. La misión de rescate era para evacuar a un trabajador del CICR y a sus familiares que estaban incomunicados desde el 4 de julio.

#### Destrucción del hospital Kamal Adwan
El 6 de diciembre, el ejército israelí atacó desde aire y tierra el hospital Kamal Adwan en Beit Lahia. Una serie de bombardeos impactaron en los sectores norte y oeste del hospital sin herir a nadie, y poco después fueron acompañados de ataques directos desde tierra que dejaron unos treinta cadáveres por todo el hospital y sus alrededores, incluidos los de cuatro miembros del personal médico. Durante el ataque, que tuvo lugar sin previo aviso, el ejército israelí ordenó a médicos y pacientes, entre estos más de cien heridos ese mismo día, que abandonaran el hospital. Algunos de los pacientes trataron de huir saltando un muro perimetral y fueron abatidos por tropas israelíes. Los soldados trasladaron a la fuerza a todos los que encontraron en el hospital a un puesto de control. Solo dos cirujanos sin experiencia quedaron a cargo de más de veinte heridos críticos que requerían una operación de urgencia. El 17 de diciembre, francotiradores israelíes dispararon contra la UCI del hospital Kamal Adwan y sus cuadricópteros destruyeron los generadores del recinto, provocando un apagón en todo el hospital.
El 24 de diciembre, Israel intensificó el ataque contra el hospital, detonando cargas explosivas colocadas previamente por todas sus instalaciones «en el sentido de las agujas del reloj» e hiriendo al menos a veinte de sus pacientes y enfermeros. Además, el ejército israelí asaltó el Hospital Indonesio ese martes por la mañana y expulsó a todos los pacientes y médicos de sus instalaciones. El 26 de diciembre, al menos cinco miembros del personal del hospital murieron en un bombardeo israelí, uno de los pocos que seguían parcialmente operativos en el norte de la Franja de Gaza. El 27 de diciembre por la mañana, las fuerzas israelíes exigieron la evacuación del hospital y, horas después, sus soldados lo asaltaron y expulsaron tanto a pacientes como a personal médico; según diversas fuentes palestinas, el ejército israelí quemó el hospital a media tarde.
El 29 de diciembre, se supo que Israel había detenido a cientos de personas en el hospital, incluido su director, el doctor Hussam Abu Safiya, y que sus pacientes habían sido expulsados al Hospital Indonesio, que se encontraba fuera de servicio y al que los médicos no tenían permitido acceder. Miembros del personal médico liberado tras el ataque al hospital Kamal Adwan denunció que les golpearon y les obligaron a caminar desnudos hacia el sur de la Franja. Tras la destrucción del hospital, del que las tropas israelíes aseguraron que ya no volvería a funcionar jamás, solo quedaba un pequeño hospital semioperativo para todo el norte de la Franja de Gaza, el hospital al-Awda de Jabalia.

### Cisjordania
El 29 de enero de 2024, las fuerzas israelíes dispararon y lanzaron gases lacrimógenos, dañando la sala de maternidad del hospital de Yenín. Las fuerzas israelíes también destruyeron calles e infraestructura cerca del hospital.
El 30 de enero, unos diez miembros del ejército israelí disfrazados de médicos y enfermeras mataron a tres palestinos dentro del hospital de Yenín. El ejército israelí informó de que eran miembros de Hamás, la Yihad Islámica palestina y las Brigadas de Yenín. El director del hospital explicó que «ejecutaron a los tres hombres mientras dormían en su habitación. Los ejecutaron a sangre fría disparándolos balas directamente a la cabeza dentro de la habitación en la que estaban siendo tratados». Uno de los tres palestinos asesinados iba en silla de ruedas al haber quedado paralizado por heridas de metralla en un enfrentamiento previo con fuerzas israelíes.
Un joven de 17 años fue asesinado a tiros por fuerzas de las FDI dentro del recinto hospitalario Jalil Suleiman, cerca del campo de refugiados de Yenín, según informó la ONG Médicos Sin Fronteras.

### Líbano
El 10 de noviembre de 2023, las Fuerzas de Defensa de Israel bombardearon el Hospital Meiss Ej Jabal, hiriendo a un médico. El Ministerio de Salud libanés condenó el ataque, afirmó que «las autoridades israelíes eran plenamente responsables de este acto injustificable, que habría tenido consecuencias catastróficas», y exigió una investigación.
El 11 de enero de 2024, las FDI llevaron a cabo ataques en la ciudad de Hanine y apuntaron a un centro de emergencia afiliado al Comité Islámico de Salud respaldado por Hezbolá. El ataque mató a dos trabajadores del cuerpo de rescate y destruyó una ambulancia.
El 28 de septiembre de 2024 la Agencia Nacional de Noticias del Líbano informó que los ataques de las FDI alcanzaron centros de defensa civil y una clínica médica en Taybeh y Deir Siriane, matando a once miembros del personal médico e hiriendo a otros diez.
El 3 de octubre, el Centro de Operaciones de Emergencia del Ministerio de Salud de Líbano registró la muerte de al menos 37 personas y 151 heridos en los bombardeos llevados a cabo por Israel, únicamente ese día. Al día siguiente, la Agencia Nacional de Noticias Libanesa informó que cuatro trabajadores de la salud murieron en un ataque con aviones no tripulados israelíes en las cercanías de un hospital gubernamental en Marjayún.

### Irán
El 20 de junio, Irán denunció un nuevo ataque de Israel contra un hospital de la capital, el tercer centro médico atacado desde el comienzo del conflicto el 13 de junio. Según informó el portavoz del Ministerio de Salud iraní, Hosein Kermanpur, además del hospital también resultaron dañadas seis ambulancias y un centro de salud integrado en el centro. Ese mismo día, al menos tres sanitarios murieron en un ataque del Ejército israelí contra una ambulancia en la capital del país, Teherán. Las autoridades iraníes denunciaron que la «normalización» de estos crímenes «es consecuencia directa de la impunidad» otorgada a Israel mediante la inacción y que «se trata de un homicidio deliberado».

### Israel

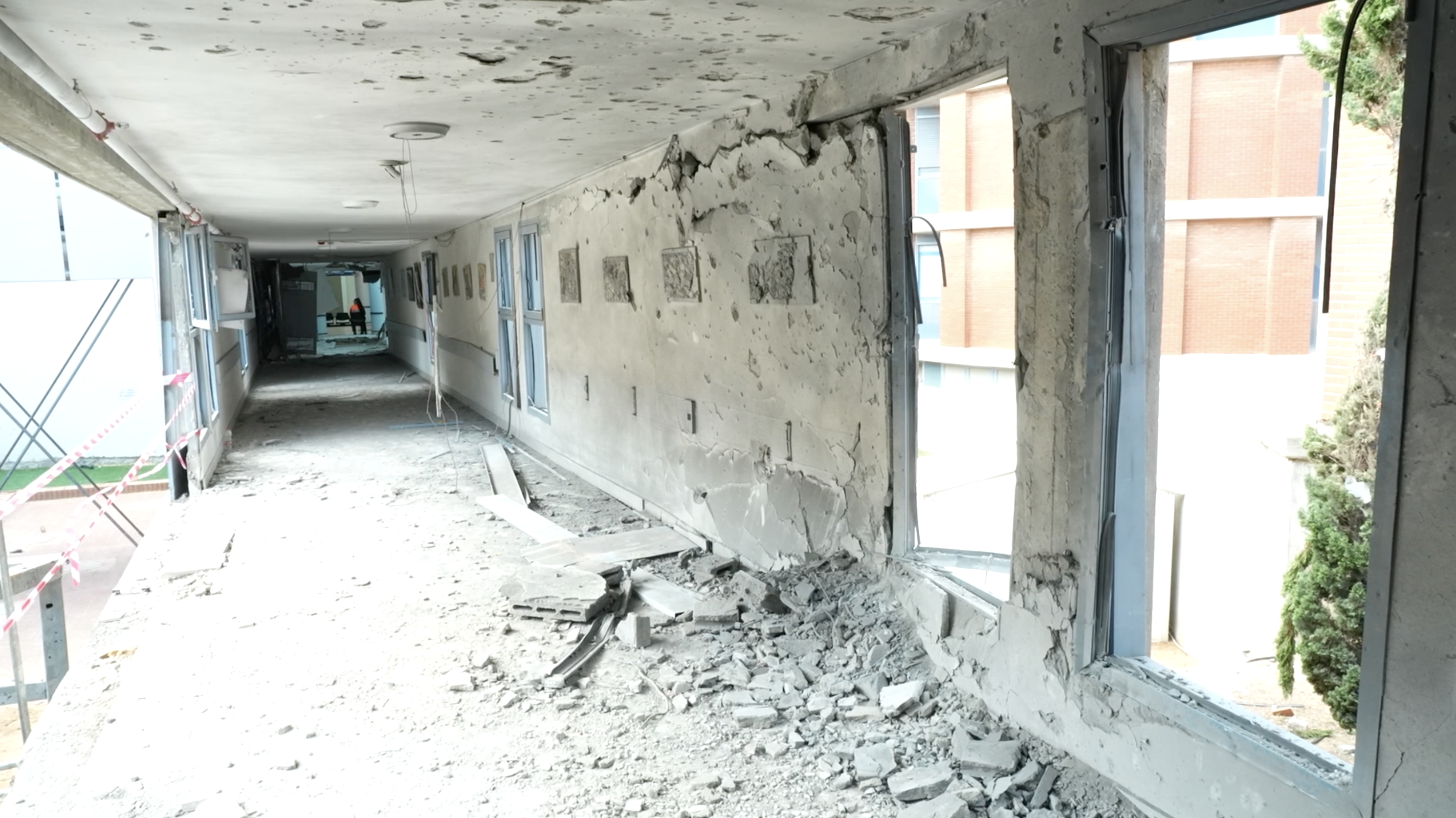
Secuelas del impacto de un cohete de Hamás contra la sala de maternidad del Centro Médico Barzilai

El servicio nacional de emergencia de Israel informó que tres empleados sanitarios murieron, cuatro voluntarios resultaron heridos, un paciente recibió un disparo dentro de una ambulancia y nueve ambulancias sufrieron daños durante los ataques del 7 de octubre. Durante la masacre de Be'eri, la clínica dental local se convirtió en el lugar de un enfrentamiento entre los militantes atacantes y los equipos de seguridad del kibutz. Finalmente fue asaltado lo que provocó la muerte de todo el personal y los pacientes.
El 7 de octubre de 2023, un helicóptero ambulancia transportaba a tres personas gravemente heridas mientras sobrevolaban cohetes. Los restos impactaron sus rotores. El helicóptero perdió el equilibrio y comenzó a girar. No se reportaron víctimas.
El 8 de octubre de 2023, el Centro Médico Barzilai, situado en la ciudad de Ascalón, sufrió tres impactos directos de cohetes. El centro médico decidió trasladar a todos los pacientes de las salas de ginecología y embarazos de alto riesgo a un complejo subterráneo reforzado. Unos minutos después, un cohete impactó en un puente peatonal del hospital, muy cerca de las salas evacuadas.

## Convenio de Ginebra
| Artículo 19 - Protección de unidades y establecimientos sanitarios |
| --- |
| Los establecimientos fijos y las unidades sanitarias móviles del Servicio de Sanidad no podrán, en ningún caso, ser objeto de ataques, sino que serán en todo tiempo respetados y protegidos por las Partes en conflicto. |
| Artículo 22 - Condiciones que no privan a las unidades y los establecimientos sanitarios de protección |
| No se considerará que priva a una unidad o a un establecimiento sanitario de la protección garantizada en el artículo 19: 1. el hecho de que el personal de la unidad o del establecimiento esté armado y utilice sus armas para la propia defensa o la de sus heridos y enfermos; 2. el hecho de que, por falta de enfermeros armados, la unidad o el establecimiento esté custodiado por un piquete o por centinelas o por una escolta; 3. el hecho de que haya, en la unidad o en el establecimiento, armas portátiles y municiones retiradas a los heridos y a los enfermos, y que todavía no hayan sido entregadas al servicio competente; 4. el hecho de que haya, en la unidad o en el establecimiento, personal y material del servicio veterinario, sin formar parte integrante de ellos; 5. el hecho de que la actividad humanitaria de las unidades y de los establecimientos sanitarios o de su personal se haya extendido a personas civiles heridas o enfermas. |

## Ataques contra trabajadores de las Naciones Unidas

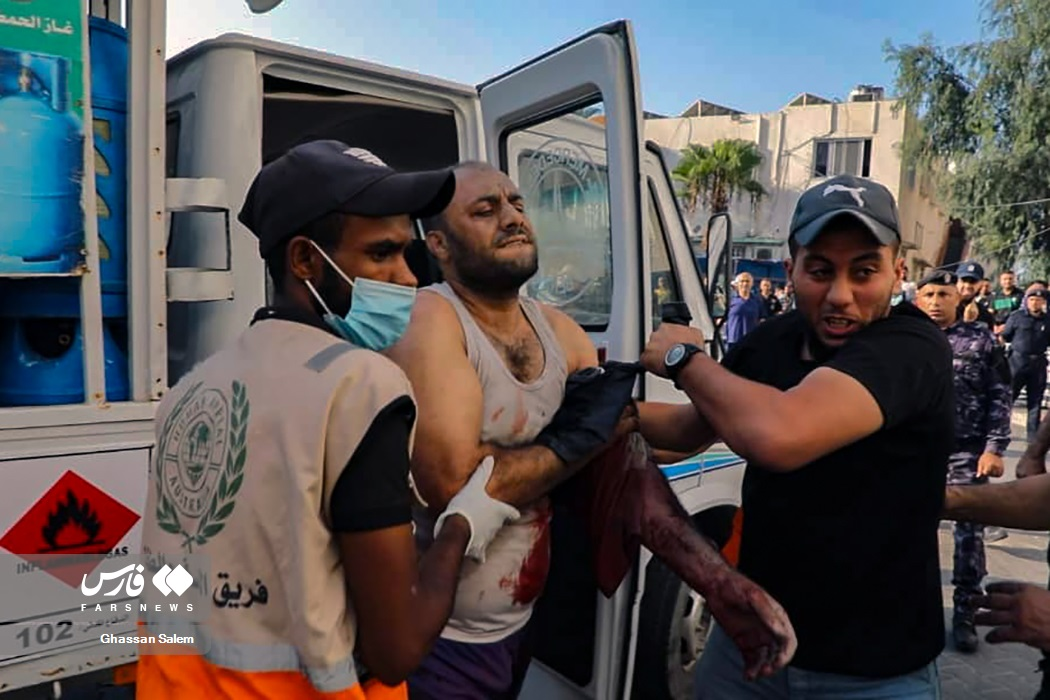
Unos trabajadores sanitarios palestino trasladan a un herido

El 24 de diciembre, la UNRWA declaró que 142 miembros de su personal habían muerto en los bombardeos israelíes sobre Gaza. Se trata del mayor número de víctimas mortales de trabajadores de las Naciones Unidas jamás registrado en un solo conflicto en los 78 años de historia de la organización. Algunos de los miembros de su personal fueron asesinados mientras hacían cola para comprar pan, mientras que otros murieron junto con sus familias en sus hogares debido a los bombardeos israelíes. Además denunció que cuarenta y siete de su instalaciones habían sufrido diversos daños, lo que incluye también escuelas que, hoy por hoy, no funcionan como tal, sino como refugios improvisados de los miles de gazatíes que se han visto obligados a abandonar sus hogares por los bombardeos israelíes.
El 8 de enero de 2024, el Ministerio de Salud de Gaza declaró que al menos 326 miembros del personal médico y 45 miembros de la defensa civil habían muerto y que 30 hospitales, 53 centros de salud y 150 instituciones sanitarias habían cesado sus actividades debido a los ataques israelíes y a la escasez de combustible necesario para operar los generadores de energía. Además 122 ambulancias habían resultado destruidas debido a los ataques israelíes. Además, han sido destruidas 134 sedes gubernamentales, 95 escuelas y universidades han quedado completamente fuera de servicio, 295 centros de enseñanza parcial o totalmente destruidos, mientras que más de 380 mezquitas han sido total o parcialmente destruidas, así como tres iglesias.
La UNRWA declaró que había alrededor de 13.000 personas trabajando en Gaza antes de la guerra y que entre los muertos se encontraban maestros, directores escolares, trabajadores de la salud, un ginecólogo, ingenieros, personal de apoyo y un psicólogo. Algunos de los trabajadores fallecidos también murieron junto con sus familias debido a los bombardeos de las FDI. El secretario general de las Naciones Unidas, Antonio Guterres, afirmó que ningún otro conflicto ha causado tanto daño a los empleados de las Naciones Unidas. El número total de funcionarios de la UNRWA asesinados se elevó posteriormente a 136.
Hasta el 25 de marzo de 2024, un total de 171 trabajadores de la ONU habían muerto por los ataques israelíes en Gaza. El 30 de abril de 2024, la cifra de trabajadores de la ONU muertos por ataques israelíes había aumentado hasta los 182.

## Ataques contra trabajadores humanitarios
Según datos oficiales de Naciones Unidas alrededor de 412 trabajadores humanitarios han perdido la vida en Gaza desde el inicio de la guerra.
Los ataques aéreos israelíes contra trabajadores humanitarios que distribuían alimentos en Gaza provocaron la muerte de al menos siete personas, entre ellas un ciudadano con doble ciudadanía de Estados Unidos y Canadá, así como ciudadanos de Australia, Polonia y el Reino Unido. Este incidente marcó la acción militar más reciente de Israel que ha impactado las actividades humanitarias en la sitiada región palestina. World Central Kitchen, la organización benéfica fundada por el chef José Andrés, anunció el martes por la mañana que suspendería temporalmente sus operaciones en la zona. Esta decisión asestó un duro golpe a la ruta marítima recientemente establecida para la asistencia alimentaria, ya que los barcos cargados con provisiones partieron de Gaza poco después de su reciente llegada.
El bombardeo al convoy de World Central Kitchen que provocó la muerte de un grupo de trabajadores humanitarios internacionales ha provocado una condena generalizada en todo el mundo. A pesar de que Israel afirma que fue un ataque accidental, apoyado por Estados Unidos su principal aliado, otros, como el fundador de la organización humanitaria, José Andrés, argumentan que el convoy fue atacado deliberadamente. La pérdida de siete vidas, incluida la del trabajador palestino Saifeddin Issam Ayad Abutaha, se suma al ya elevado número de trabajadores humanitarios fallecidos en Gaza desde que el inicio del conflicto.
El 14 de abril la ONG Human Rights Watch (HRW) denunció que desde el inicio de los ataques contra Gaza el 7 de octubre, Israel había llevado a cabo al menos ocho ataques contra organizaciones humanitarias, a pesar de que estas organizaciones habían proporcionado sus coordenadas al Ejército de Israel para garantizar su protección. Según declaró la ONG estas ataques revelan fallos fundamentales en el sistema de eliminación de conflictos, destinado a proteger a los trabajadores humanitarios y permitirles entregar ayuda humanitaria. «Los aliados de Israel deben reconocer que estos ataques que han matado a trabajadores humanitarios han ocurrido una y otra vez, y deben detenerse».
Según Al Jazeera, el sistema de salud en una región sitiada, donde más de dos millones de desplazados sufren bombardeos continuos, puede ser catalogado como un tipo de genocidio. Las fuerzas israelíes han impedido la entrega de recursos médicos cruciales a Gaza, han atacado hospitales e instalaciones médicas con ataques aéreos y han atacado deliberadamente ambulancias. Estos actos deliberados contra la atención médica sólo pueden verse como una táctica de limpieza étnica, destinada a causar una grave emergencia sanitaria y hacer que la zona sea inhabitable para quienes sobrevivan.
En agosto de 2024, el Programa Mundial de Alimentos anunció que suspendía «hasta nuevo aviso» los movimientos de su personal en Gaza después de que uno de sus vehículos fuera tiroteado a unos metros de un puesto de control israelí en el puente de Wadi Gaza.  El ataque tuvo lugar en la noche del martes, 27 de agosto, cuando un convoy que regresaba al paso fronterizo de Kerem Shalom de repartir alimentos, pese a estar «claramente identificados» y haber recibido el visto bueno de las autoridades de Israel, fue atacado por el Ejército israelí. Cinco disparos alcanzaron el lado del conductor, tres el copiloto y otros tres en otras partes del coche, aunque ninguno de sus ocupantes resultó herido.
El 30 de noviembre, la ONG estadounidense World Central Kitchen (WCK) anunció que iba a detener provisionalmente sus operaciones después de que el ejército israelí asesinase a tres de sus trabajadores en un ataque en Jan Yunis, en el sur de la Franja de Gaza, en el que murieron dos personas más. Una de las víctimas del ataque aéreo israelí fue Mahmoud Almadhoun, que dirigía el Comedor de beneficencia de Gaza con su familia y cuyo hermano murió en un ataque aéreo israelí en noviembre de 2023. El 28 de marzo de 2025 la WCK confirmó la muerte de uno de sus voluntarios víctima de un ataque del Ejército de Israel cerca de uno de sus comedores comunitarios justo cuando se distribuían las comidas. En el ataque también resultaron heridas otras seis personas.
El 4 de abril de 2025, Médicos Sin Fronteras denunció la muerte de uno de sus trabajadores, junto con su esposa y una de sus hija, en un «atroz ataque» de Israel en la ciudad de Deir al-Balah, situada en el centro de la Franja de Gaza, con lo que ascienden a once los empleados de dicha ONG muertos desde el inicio de la guerra.

## Reacciones internacionales
Los grupos de ayuda pidieron medidas urgentes para detener los ataques a la atención sanitaria en Gaza. Se llevaron a cabo procesiones en todo el Reino Unido para rendir homenaje a los trabajadores de la salud asesinados en Gaza durante el conflicto palestino-israelí. El secretario general de la ONU, Antonio Guterres, rindió homenaje a los 136 funcionarios de la ONU muertos en los combates.
Trabajadores de la salud de todo el Reino Unido participaron en una marcha silenciosa a través del Puente de Westminster para exigir protección para los trabajadores médicos palestinos atacados por las fuerzas israelíes en Gaza y protestar por los muertos causados por las tropas israelíes.El 10 de noviembre de 2023, trabajadores sanitarios británicos protestaron frente a Downing Street en memoria de los 189 médicos palestinos muertos hasta entonces en Gaza a manos de Israel. La vigilia se organizó para instar a Rishi Sunak a un alto el fuego inmediato. Los participantes portaron 189 carteles distintos, cada uno con el nombre de uno de los caídos.
A principios de diciembre, el grupo Trabajadores de la Salud por Palestina se reunió para leer los nombres de los trabajadores de la salud fallecidos en Gaza, frente al Instituto de Arte de Chicago (Estados Unidos), y también para pedir un alto el fuego permanente. El 10 de diciembre de 2023, cientos de médicos y personal médico marcharon en Karachi (Pakistán) para rendir homenaje a sus homólogos palestinos en lo que se denominó la «Marcha de la Bata Blanca». Los manifestantes corearon consignas de «Palestina libre» y «Labbaik ya Gaza (Gaza estamos aquí)»
El 24 de mayo de 2024 el Consejo de Seguridad de las Naciones Unidas aprobó la resolución N.º 2730 (con catorce votos a favor, ninguno en contra y una abstención) sobre la protección de los civiles en los conflictos armados, exhortando a las partes en conflicto a asegurar a la población civil y, particularmente, a garantizar la seguridad del personal humanitario en sus labores de ayuda y abastecimiento de la población, recordando también a los Estados sus obligaciones respecto de los Convenios de Ginebra de 1949 y condenando el incumplimiento reiterado de la ley internacional.
El 10 de octubre de 2024, la Comisión Internacional Independiente de Investigación de Naciones Unidas sobre los territorios palestinos ocupados denunció que el Ejército de Israel había cometido crímenes de guerra y de lesa humanidad en sus ataques «implacables y deliberados» contra personal e instalaciones sanitarias en la Franja de Gaza. El texto señala que las tropas israelíes han «matado, detenido y torturado deliberadamente a personal médico», a la par que han atacado vehículos médicos, han «reforzado su asedio a Gaza» e incluso han restringido los permisos para que enfermos pudieran salir del enclave para recibir tratamiento médico en el exterior. Todos estos ataques, constituyen una serie de «crímenes de guerra de homicidio y malos tratos deliberados y destrucción de bienes civiles protegidos».
El 13 de marzo de 2025, una investigación de la ONU concluyó que Israel había cometido actos genocidas en Gaza al destruir sistemáticamente sus instalaciones de salud reproductiva, al tiempo que imponía un asedio que impedía el acceso a los medicamentos necesarios para partos, embarazos y atención neonatal, causando un daño irreversible a las perspectivas reproductivas de los palestinos en Gaza. Concluyeron que la destrucción «era una medida destinada a impedir los nacimientos entre los palestinos en Gaza, lo cual constituye un acto genocida».